# Diecéze Rieti
Diecéze Rieti (latinsky Dioecesis Reatina) je římskokatolická diecéze v Itálii, která je součástí církevní oblasti Lazio a je bezprostředně podřízena Sv. Stolci. Katedrálou je kostel Nanebevzetí P. Marie v Rieti.

## Stručná historie
V reatinské oblasti se křesťanství podle tradice šířilo již v době apoštolské. Historicky je doložen až biskup Orso na konci 5. století. Rieti bylo často dočasným sídlem papežů a jejich kurie. Ve 12. století byla oblast poznamenána působením sv. Františka z Assisi. V roce 1972 diecéze přešla z církevní oblasti Umbrie do církevní oblasti Lazio.